# 中西清一

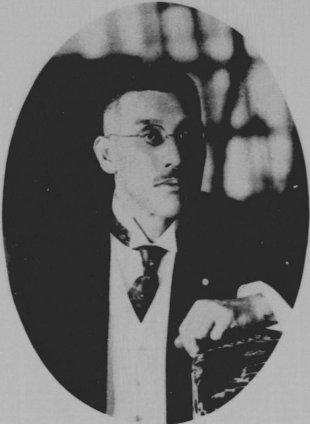
中西清一

中西 清一（なかにし せいいち、1874年（明治7年）9月25日 - 1927年（昭和2年）9月23日）は、明治期〜大正期の官僚。逓信次官。南満州鉄道副社長。

## 人物
東京府出身。旧制第二高等学校を経て1899年（明治32年）に東京帝国大学法科大学法律科を卒業し、高等文官試験に合格。内務省に入り、地方局に配属される。岩手県参事官、兵庫県参事官、法制局参事官・書記官を歴任。1913年（大正2年）、鉄道院理事に就任し、総裁官房文書課長、監督局長を務めた。その後、原敬内閣の逓信次官を経て、満鉄副社長に抜擢された。だが、満鉄疑獄事件で起訴され、一審では有罪判決を受けたものの、1923年（大正12年）の二審で無罪となった。
その他、豊多摩郡会議員、渋谷町会議員も務めた。

## 栄典・授章・授賞
- 1912年（大正元年）8月1日 - 韓国併合記念章[5]
- 1920年（大正9年）11月1日 - 旭日中綬章[6]